# Skånes Dartförbund
Skånes Dartförbund bildades 1978 och omfattar de officiella registrerade dartklubbarna i Skåne. Säsongen 2022/23 fanns 12 stycken klubbar och cirka 150 licensierade spelare i seriespelet. I Skåne finns tre divisioner;  Mästerskap, Division 1 och Division 2. Säsongen 2022/23 fanns 8 lag i Mästerskapsserien och division 1, samt 9 lag i divsion 2.   

## Klubbar
| Klubb       | Lag säsong 19/20                                                | Ort          |
| ----------- | --------------------------------------------------------------- | ------------ |
| Asmundtorp  | Mästerskap, Div 1, Div 2                                        | Asmundtorp   |
| Atlantis    | Mästerskap, Div 1, Div 2                                        | Malmö        |
| Colosseum   | Mästerskap                                                      | Hörby        |
| Donald Dart | Mästerskap (1), Div 1 (2), Div 1 (3)                            | Ystad        |
| Dragons     | Div 2                                                           | Kristianstad |
| Flights     | Div 1                                                           | Dalby        |
| Lyktans DG  | Div 2                                                           | Trelleborg   |
| Löberöd     | Mästerskap, Div 2                                               | Löberöd      |
| Möllers DC  | Div 2                                                           | Knislinge    |
| Newton      | Mästerskap, Div 1, Div 2                                        | Malmö        |
| Pikado      | Mästerskap (1), Mästerskap (2), Div 1 (3), Div 2 (4), Div 2 (5) | Helsingborg  |
| Teckomatorp | Div 1                                                           | Teckomatorp  |

## Tävlingar
Skånska Dartförbundet arrangerar ca 4-5 tävlingar per år varav den största i dagsläget är Scandinavian Open och Masters, med visst internationellt deltagande. I Skåne arrangeras också sedan några år Swedish Open som är en större tävling med stort internationellt deltagande och som arrangeras av Svenska Dartförbundet. 

## Organisation
Skånska Dartförbundet skall såsom Svenska Dartförbundets regionala organ främja, utveckla och samordna dartsporten inom distriktet. Skånska Dartförbundet omfattar de föreningar som är medlemmar i Svenska Dartförbundet, och som har hemort inom distriktets geografiska område. Förbundets hemort  är Malmö.  Skånska Dartförbundets verksamhet utövas inom det verksamhetsområde som enligt 4 kap. 30§ SvDF:s stadgar omfattar Skånes län.
Skånska Dartförbundets beslutande organ är distriktsmötet, extra distriktsmöte och distriktsstyrelsen. Distriktsstyrelsen får tillsätta särskilda organ för ledning av speciella verksamheter inom distriktsstyrelsens arbetsområde.